# Rano Raraku

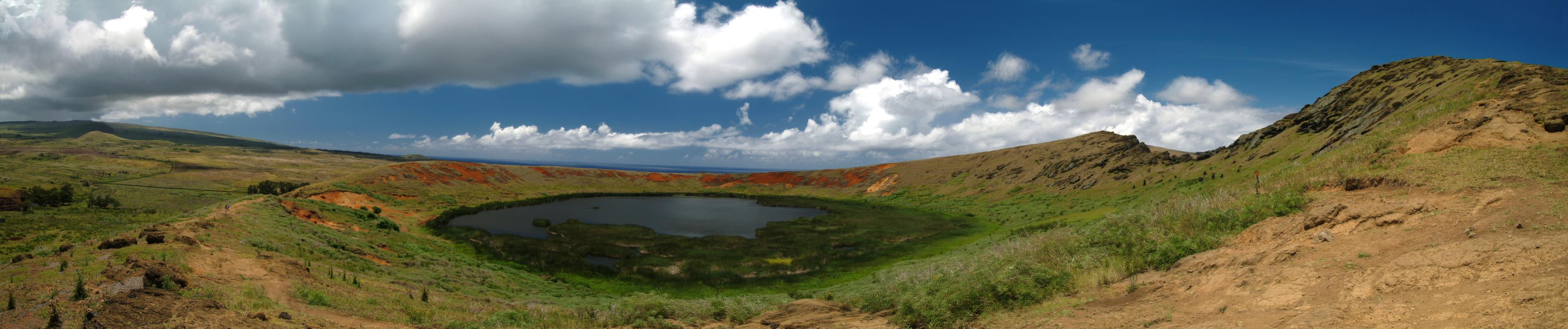
Bild av Rano Rarakus kratersjö

Rano Raraku är en slocknad vulkankrater på Påskön. Från bergsidan på denna vulkan höggs de stora statyerna, Moai, som finns runt om på ön.